# Ijacossus sibirica
Ijacossus sibirica är en fjärilsart som beskrevs av Bekker-migdisova 1951. Ijacossus sibirica ingår i släktet Ijacossus och familjen tofsspinnare. Inga underarter finns listade i Catalogue of Life.